# Hrabiše III. Hrabišic
Hrabiše III. Hrabišic († po 1197) byl český šlechtic z rodu Hrabišiců.

## Život
V pramenech se poprvé objevil v roce 1188 jako nejvyšší komorník na dvoře českého knížete Bedřicha. Po Bedřichově smrti v roce 1189 svojí významnou funkci ztratil. Když se v roce 1192 vlády v Čechách poprvé nakrátko ujal Přemysl Otakar I., znovu se do tohoto úřadu navrátil. Tento úřad si Hrabiše udržel i po Přemyslově pádu a za vlády Jindřicha Břetislava. Přesto si však Přemysla Otakara I., jenž byl donucen odejít do vyhnanství, neznepřátelil. Naposledy se v pramenech objevil v roce 1197 a patrně ještě toho roku zemřel. 
Měl syny Hrabiše IV., Kojatu IV., a Všebora IV. Hrabišice. Byl bratrem Slavka I. a Boreše I. Hrabišice. Jeho otec je neznámý. Mohlo se jednat o Gerarda Hrabišice, Všebora III. de Vinarec, Kojatu III. Hrabišice nebo Hrabiše II. Hrabišice. S Hrabišem II., který se v pramenech připomíná mezi lety 1280 a 1287 také jako nejvyšší komorník, mohl být Hrabiše III. totožný. Hrabiše III. nebo jeho hypotetický stejnojmenný otec patrně založil zderazský klášter křižovníků strážců Božího hrobu v Praze.